# Trophodiscus
Trophodiscus is een geslacht van kamsterren uit de familie Astropectinidae.

## Soorten
- Trophodiscus almus Fisher, 1917
- Trophodiscus uber Djakonov, 1927